# Набережное (Сумская область)
Набережное (укр. Набережне) — село,
Гребениковский сельский совет,
Тростянецкий район,
Сумская область,
Украина.
Код КОАТУУ — 5925081604. Население по переписи 2001 года составляло 305 человек .

## Географическое положение
Село Набережное находится у истоков реки Бобрик.
На расстоянии в 0,5 км расположено село Гребениковка.
На реке несколько запруд.
Рядом проходит автомобильная дорога Н-12.

## Экономика
- Молочно-товарная ферма.

## Известные люди
- Левченко, Григорий Иванович (1900—1984) — Герой Советского Союза, после войны жил в селе.
- Овчаров Степан Поликарпович (1903-1951) — Герой Советского Союза, родился в селе Набережное, в 1951 году убит бандеровцами.